# Municipio de Dublin (Ohio)
El municipio de Dublin (en inglés: Dublin Township) es un municipio ubicado en el condado de Mercer en el estado estadounidense de Ohio. En el año 2010 tenía una población de 2138 habitantes y una densidad de 22,06 personas por km².

## Geografía
El municipio de Dublín se encuentra ubicado en las coordenadas 40°41′2″N 84°37′25″O / 40.68389, -84.62361. Según la Oficina del Censo de los Estados Unidos, el municipio tiene una superficie total de 96.93 km², de la cual 96,67 km² corresponden a tierra firme y (0,27 %) 0,26 km² es agua.

## Demografía
Según el censo de 2010, había 2138 personas residiendo en el municipio de Dublín. La densidad de población era de 22,06 hab./km². De los 2138 habitantes, el municipio de Dublín estaba compuesto por el 97,57 % blancos, el 0,37 % eran afroamericanos, el 0,09 % eran amerindios, el 0,28 % eran asiáticos, el 0,56 % eran de otras razas y el 1,12 % eran de una mezcla de razas. Del total de la población el 1,4 % eran hispanos o latinos de cualquier raza.